# Liangguang

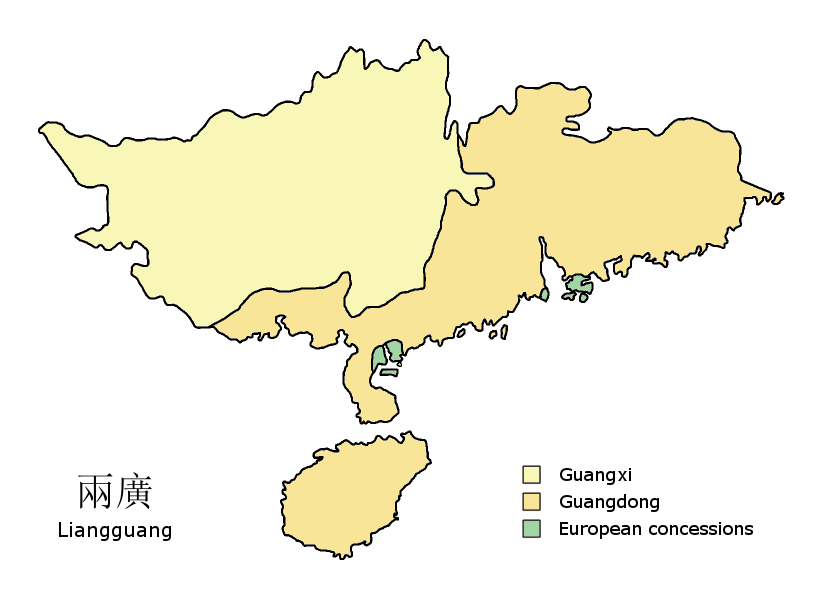
Il est à noter que la partie la plus à gauche du Guangdong, au sud du Guangxi, a ensuite été cédé à ce dernier pour lui permettre un accès à la mer.

Le Liangguang (chinois traditionnel : 兩廣 ; chinois simplifié : 两广 ; pinyin : Liǎngguǎng ; cantonais Yale : Léuhng Gwóng ; litt. « les Deux-Guang ») est une ancienne entité administrative de la Chine impériale. Elle correspond à unité assemblant les actuelles province du Guangdong à l'Est et région autonome zhuang du Guangxi (à cette époque, également province), à L'Ouest, ainsi que l'actuelle province et île de Hainan.
Elle se réfère plus particulièrement à la vice-royauté du Liangguang (en) (1735 - 1911), sous la dynastie Qing, lorsque le territoires incluait Hainan, les concession territoriales faites au Second Empire français (Kouang-Tchéou-Wan), au portugal (Macao) et à l'Empire britannique (Hong Kong).

## Histoire
Cette région a été considérée comme une partie de la Chine à partir de 226, lors de la création de Guangzhou, auparavant, elle était une Commanderie du Nanhai.